# Agronomie- och forstdoktor
Agronomie- och forstdoktor, AFD, är i Finland den svenskspråkiga beteckningen för en doktorsexamen i lantbruksvetenskap eller skogsvetenskap (finska: maatalous- ja metsätieteiden tohtori). Utbildningsområdet benämns officiellt det agrikultur-forstvetenskapliga, och inom detta område kan även doktorsexamen i livsmedelsvetenskaper avläggas. Agronomie- och forstdoktorsexamen motsvaras i Sverige endera av agronomie doktor eller skoglig doktor.
En motsvarande licentiatexamen i form av agronomie- och forstlicentiatexamen finns också, liksom agronomie- och forstkandidatatexamen och agronomie- och forstmagisterexamen.
Agronomie- och forstdoktorsexamen kan avläggas vid agrikultur-forstvetenskapliga fakulteten vid Helsingfors universitet.